# Centro de Estudos Sociais da Universidade de Coimbra
O Centro de Estudos Sociais da Universidade de Coimbra (CES) é uma instituição científica dedicada à investigação e à formação avançada nas ciências sociais e nas humanidades, através de uma abordagem inter e transdisciplinar. O Ministério da Ciência atribuiu-lhe o estatuto de Laboratório Associado em 2002, reconhecendo o seu contributo para as políticas públicas, a formação avançada e a disseminação e partilha do conhecimento.
No relatório sobre denúncias de assédio moral e sexual na instituição, a comissão independente determinou que estas aconteceram.

## História
O CES foi fundado em 1978 por um pequeno grupo de investigadores/as que, sob a direção de Boaventura de Sousa Santos, iniciou a publicação da Revista Crítica de Ciências Sociais como projeto transdisciplinar. Em 1987, beneficiando das novas condições de financiamento para as ciências sociais e as humanidades em Portugal, viu aprovado um primeiro apoio significativo para levar a cabo um projeto de investigação coletivo de grande dimensão. 
A sua consolidação crescente como centro de excelência foi coroada em 2002 pela concessão do estatuto de Laboratório Associado. Em 2004, lançou uma estratégia ambiciosa de formação avançada, criando o seu primeiro programa de doutoramento. Ao longo dos anos, além da realização de centenas de projetos de investigação, muitos deles a uma ampla escala internacional, o CES foi responsável por muitas iniciativas de grande impacto, tanto junto da comunidade científica, como da sociedade em geral. Um acompanhamento de longo prazo das políticas públicas, uma estratégia coerente de extensão e divulgação e uma volumosa produção bibliográfica contribuem para a ressonância pública crescente da investigação do CES. Atualmente, o CES tem 139 investigadores, 75 investigadores em pós-doutoramento, 470 estudantes de doutoramento e 73 investigadores juniores.
A estratégia científica do CES visa democratizar o conhecimento, revitalizar os direitos humanos e contribuir para que a ciência constitua um bem público. Cumprimos esta missão, reformulando continuamente os nossos campos de investigação, em resposta às necessidades da sociedade. O nosso trabalho abrange um amplo espetro de atividades científicas e de extensão, de âmbito nacional e internacional, com especial atenção ao diálogo Norte-Sul e Sul-Norte, contribuindo para o desenvolvimento, divulgação e aplicação de ciência de ponta e para uma investigação e formação avançadas de excelência.

## Objetivos Gerais
Os objetivos gerais que norteiam as atividades do CES são as seguintes: 
- Promover epistemologias e metodologias inovadoras, contribuindo para o desenvolvimento do pensamento crítico e para a construção de instrumentos de análise crítica da sociedade;
- Estimular uma ecologia de saberes, reconhecendo a diversidade cultural e articulando o conhecimento científico com o conhecimento produzido pelos cidadãos e pelos movimentos sociais em todas as partes do mundo, em todos os níveis de análise – local, nacional, regional, internacional e global;
- Reforçar a cooperação internacional com organizações sedeadas em diferentes regiões do mundo;
- Reforçar as relações com o Sul Global, pondo a partilha do conhecimento, o reconhecimento mútuo e a compreensão intercultural em primeiro plano. No âmbito desta estratégia, os países de língua oficial portuguesa constituem um instrumento de importância fulcral para a promoção de diálogos Norte-Sul e Sul-Sul;
- Estimular a ciência na sociedade e para a sociedade, alargando o envolvimento dos cidadãos e da sociedade civil na cultura científica e revitalizando os direitos humanos tendo em vista os grupos sociais vítimas de opressão, discriminação e exclusão;
- Promover programas de doutoramento temáticos e atividades de formação avançada em linha com os desafios mais prementes para a ciência;
- Promover a investigação sobre a cultura e a arte e uma avaliação crítica do passado como forma de impulsionar novos modos de reflexão e autorreflexão sobre a ciência, o conhecimento e a sociedade;
- Apoiar na formulação de políticas públicas através da realização de investigação aplicada num amplo número de áreas com reflexos no bem-estar das sociedades.

O CES aderiu, a 23 de janeiro de 2019, à Carta de Princípios para a Igualdade de Género do SAGE – Ação Sistemática para a Igualdade de Género, projeto financiado pela Comissão Europeia no âmbito do Horizonte 2020, que pretende estimular medidas que combatam os desequilíbrios de género e promovam o conhecimento sobre género em instituições de ensino superior e de investigação. A adesão a esta Carta de Princípios constitui um compromisso por parte da CES com os princípios da igualdade de género no âmbito das comunidades académica e de investigação.

## Órgãos Sociais
• O Diretor, António Sousa Ribeiro, é  responsável pela coordenação de todas as atividades de investigação e pela representação externa.
• O Conselho Científico delibera todas as questões relacionadas com as atividades de investigação do CES, de entre as quais, a definição de critérios e prioridades relativas à contratação de investigadores. O Conselho Científico funciona em Sessões Plenárias, compostas por todos os investigadores doutorados, um representante da equipa de investigadores não-doutorados, um representante da equipa de investigadores pós-doutorados e um representante da equipa de investigadores juniores, e em Comissão Permanente. A Comissão Permanente do Conselho Científico é composta por 25 investigadores doutorados, incluindo ex-officio e membros eleitos pelos seus pares, um representante da equipa de investigadores não-doutorados, um representante da equipa de investigadores pós-doutorados e um representante da equipa de investigadores juniores..
• A Direção Executiva é composta por 3 membros efetivos, eleitos em Assembleia Geral, cumprindo mandatos de 3 anos. A Direção Executiva é responsável pela implementação das linhas gerais formuladas pela Assembleia Geral e pelo Conselho Científico; pela coordenação e supervisão dos serviços administrativos e técnicos de apoio à investigação (logística, manutenção, contabilidade, trabalho administrativo, etc); e pela submissão dos relatórios anuais à Assembleia Geral.
• A Assembleia Geral de Investigadores/as.é composta por todos os investigadores, tendo a cargo decisões sobre as grandes linhas de atividade do Centro; discute e aprova o orçamento anual; avalia o relatório financeiro e o plano de atividades proposto pela direção, sob recomendação do Conselho Científico e toma decisões relativas à admissão de novos membros. É presidida ex-officio pelo Magnífico Reitor da Universidade de Coimbra. 
• O Conselho Fiscal é composto por três investigadores/as do CES, cabendo-lhe acompanhar a execução do orçamento, emitir parecer sobre os instrumentos de gestão, examinar as contas e emitir parecer sobre o Relatório e Contas anual.
• Boaventura de Sousa Santos foi até 2024 Diretor Emérito do Centro de Estudos Sociais, do qual foi Diretor desde a sua fundação em 1978 até abril de 2019.

## Publicações
O CES tem várias linhas de publicações que têm como objetivo disseminar os resultados dos seus projetos de investigação e de outros estudos considerados relevantes: 
•  A Coleção CES/Almedina é composta por dez linhas temáticas, cada uma coordenada por dois investigadores do CES: Cidades e Arquitetura (Carlos Fortuna e José António Bandeirinha); Conhecimento e Instituições (José Reis e João Arriscado Nunes), Cosmopolis (José Manuel Pureza e Boaventura de Sousa Santos); Democracia e Participação (Fernando Ruivo e Giovanni Allegretti); Direito e Sociedade (Conceição Gomes e Cecília MacDowell dos Santos); Identidades e Interculturalidades (Maria Paula Meneses e Margarida Calafate Ribeiro); Literatura e Arte (Graça Capinha, Isabel Pedro dos Santos e António Pinho Vargas); Políticas Sociais (Pedro Hespanha e Sílvia Portugal); Risco e Regulação (José Manuel Mendes e Catarina Frade); Trabalho e Sociedade (Elísio Estanque, António Casimiro Ferreira e Hermes Augusto Costa). 
• A Revista Crítica de Ciências Sociais publica os resultados de investigação avançada em todas as áreas das ciências sociais e das humanidades de autores nacionais e estrangeiros. Concede atenção particular a estudos que contribuam para o conhecimento crítico da realidade portuguesa e privilegia trabalhos com potencial transdisciplinar que concorram para a discussão teórica e para a reflexão epistemológica num contexto global. 
• A RCCS Annual Review – a selection from the Portuguese journal Revista Crítica de Ciências Sociais  é uma publicação eletrónica do CES em língua inglesa, lançada em 2009, que inclui uma seleção de textos publicados no ano anterior na Revista Crítica de Ciências Sociais.
• Editados pelo CES desde 2008, os e-cadernos ces são uma publicação com arbitragem científica que reúne textos resultantes de conferências, seminários e workshops, assim como textos de pesquisas efetuadas no âmbito de programas de formação avançada e de projetos de investigação científica. Trata-se de uma publicação eletrónica que será, pontualmente, editada em suporte papel. 
• Os investigadores do CES são também responsáveis por várias coleções em editoras prestigiadas. A coleção Saber Imaginar o Social, publicada pela Editora Afrontamento e dirigida por Boaventura de Sousa Santos, inclui estudos críticos sobre diversos temas relacionados com as sociedades contemporâneas, com uma incidência particular na sociedade portuguesa. 
• Devido à sua dimensão e perspetivas transdisciplinares, alguns projetos têm conduzido à publicação de coleções específicas. São disso exemplo as coleções A Sociedade Portuguesa Perante os Desafios da Globalização e Reinventar a Emancipação Social: para novos manifestos, cada uma das quais inclui volumes temáticos resultantes de projetos de larga escala realizados pelo CES.
• A Cescontexto é uma publicação online de resultados de investigação e de eventos científicos realizados pelo Centro de Estudos Sociais (CES). A Cescontexto tem duas linhas de edição distintas:
a) a linha "Debates", orientada para a memória escrita de eventos dinamizados pelo CES ou em que o CES foi parceiro.
b) a linha "Estudos", orientada para a publicação de relatórios de investigação produzidos por equipas do CES ou em que o CES foi parceiro.
• O CES publica também as Oficina do CES (ca. 24 números anuais), dedicadas à divulgação dos resultados de investigação em curso, e que estão disponíveis online.
• A revista eletrónica dos Programas de Doutoramento do Centro de Estudos Sociais, Cabo dos Trabalhos, está igualmente disponível on-line. Nesta revista, são publicados exclusivamente ensaios selecionados de estudantes dos Programas, conferências proferidas por professores convidados, entrevistas, informações várias e outras notas de interesse.
• O CES dispõe ainda de outras formas de comunicação com o público. Desde 2004, publica a newsletter CESemCENA, com três números por ano, e que inclui notícias sobre as suas atividades recentes e futuras. Estas são também disseminados por e-mail, com regularidade semanal, para uma rede mais ampla de contactos. 
• Outras Publicações : Adicionalmente a estas publicações do CES, os investigadores divulgam os seus trabalhos, em Portugal e no estrangeiro, seja na forma de livros, seja através da colaboração num conjunto muito amplo de publicações nacionais e internacionais, ou, noutros casos, em publicações especializadas.
• Podem ainda ser consultados os textos de opinião publicados por investigadores do CES na imprensa local, nacional e internacional.

## Biblioteca Norte/Sul
A Biblioteca Norte/Sul (BNS) pretende desenvolver um acervo bibliográfico coerente, credível e abrangente, especialmente, mas não exclusivamente composto por livros e publicações periódicas resultantes da produção científica realizada no Sul global, na área das Ciências Sociais e Humanas. Inclui ainda a produção científica realizada nos países do Norte sobre assuntos relativos aos países do Sul. Criada em 1998, a BNS assiste, atualmente, a um período de crescimento das suas coleções que englobam uma grande variedade de assuntos.
O atual acervo da BNS compreende mais de 25.000 volumes (monografias, teses, dissertações, relatórios de pesquisa e literatura cinzenta), incluindo uma coleção de cerca de 2600 volumes cedidos pelo Centro de Documentação 25 de Abril, e mais de 400 títulos de publicações periódicas (provenientes de diversos países de todo o mundo), na área das Ciências Sociais e Humanas.
Horário de Funcionamento: segunda-feira a sexta-feira, entre as 9h30 e as 20h00

## Contactos
Centro de Estudos Sociais
Colégio de S. Jerónimo
Apartado 3087
3000-995 Coimbra, Portugal
Tel.: +351 239 855 570 | Fax: +351 239 855 589 | email: ces@ces.uc.pt